# Museo Nacional de Damasco

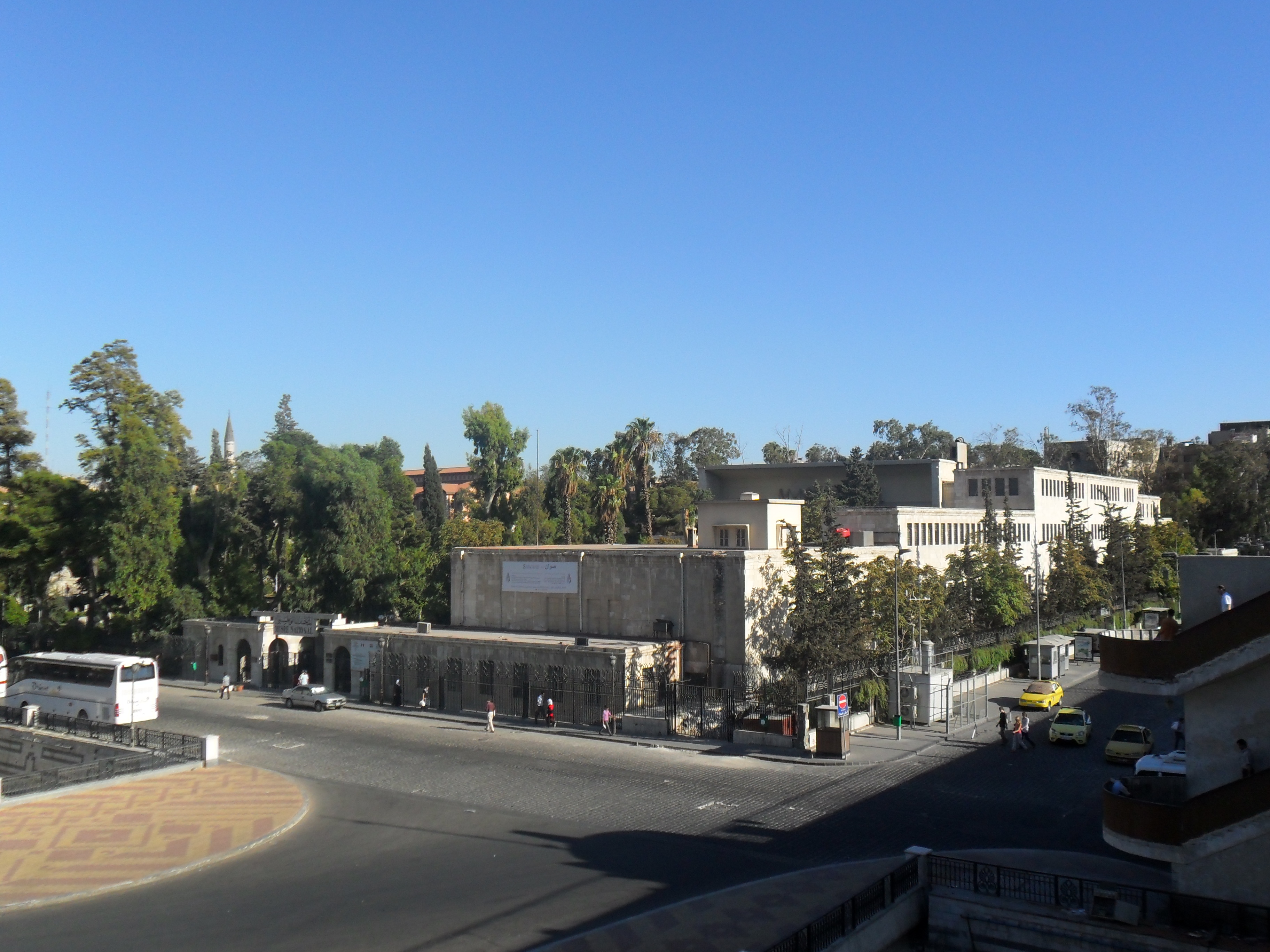
El Museo Nacional de Damasco visto desde el Puente de los Presidentes

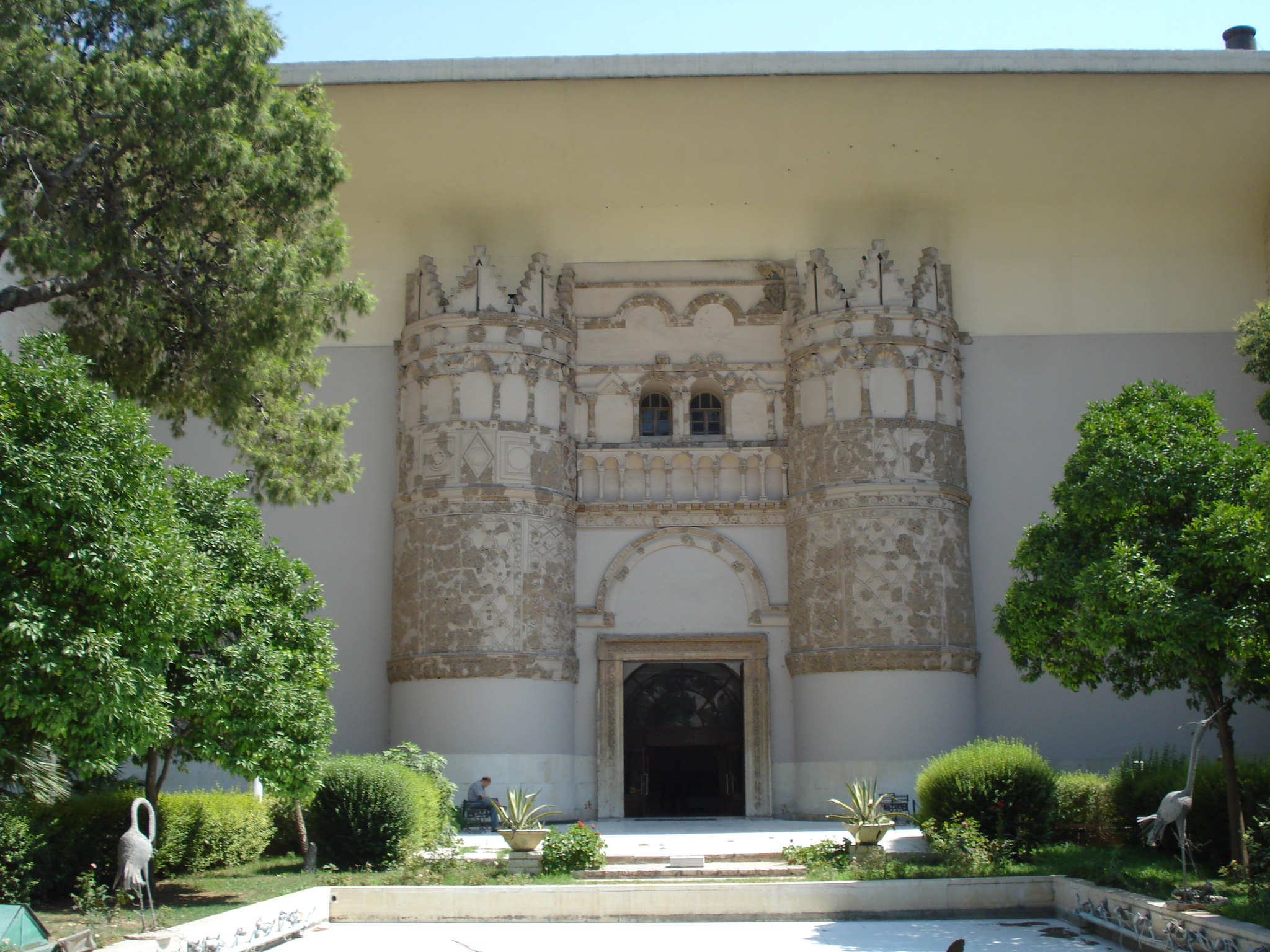
La puerta monumental del castillo omeya Qasr al-Heir al-Gharbi del siglo viii conforma el acceso al museo.

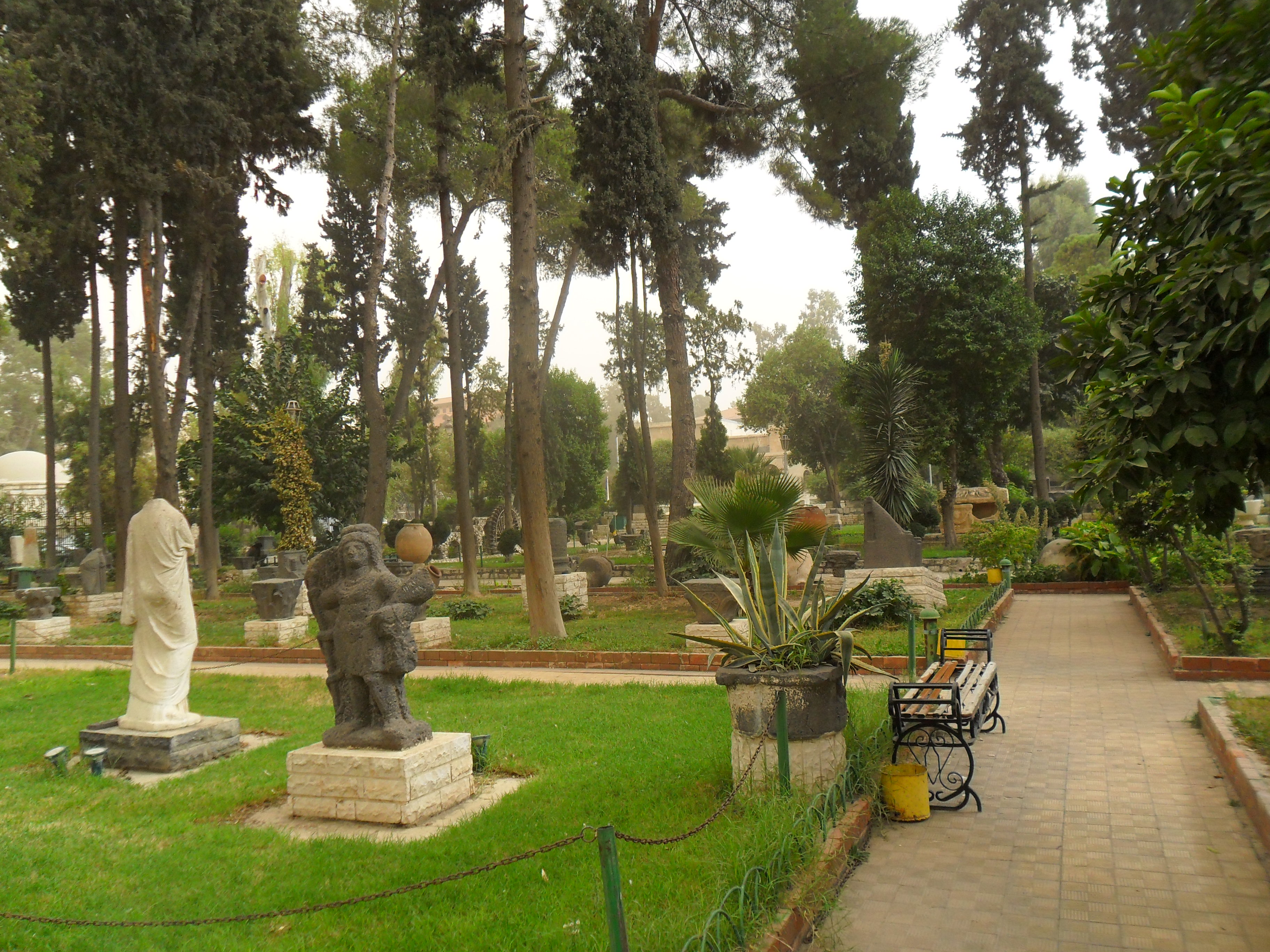
Jardín del museo con sus estatuas antiguas entre los árboles altos y añosos

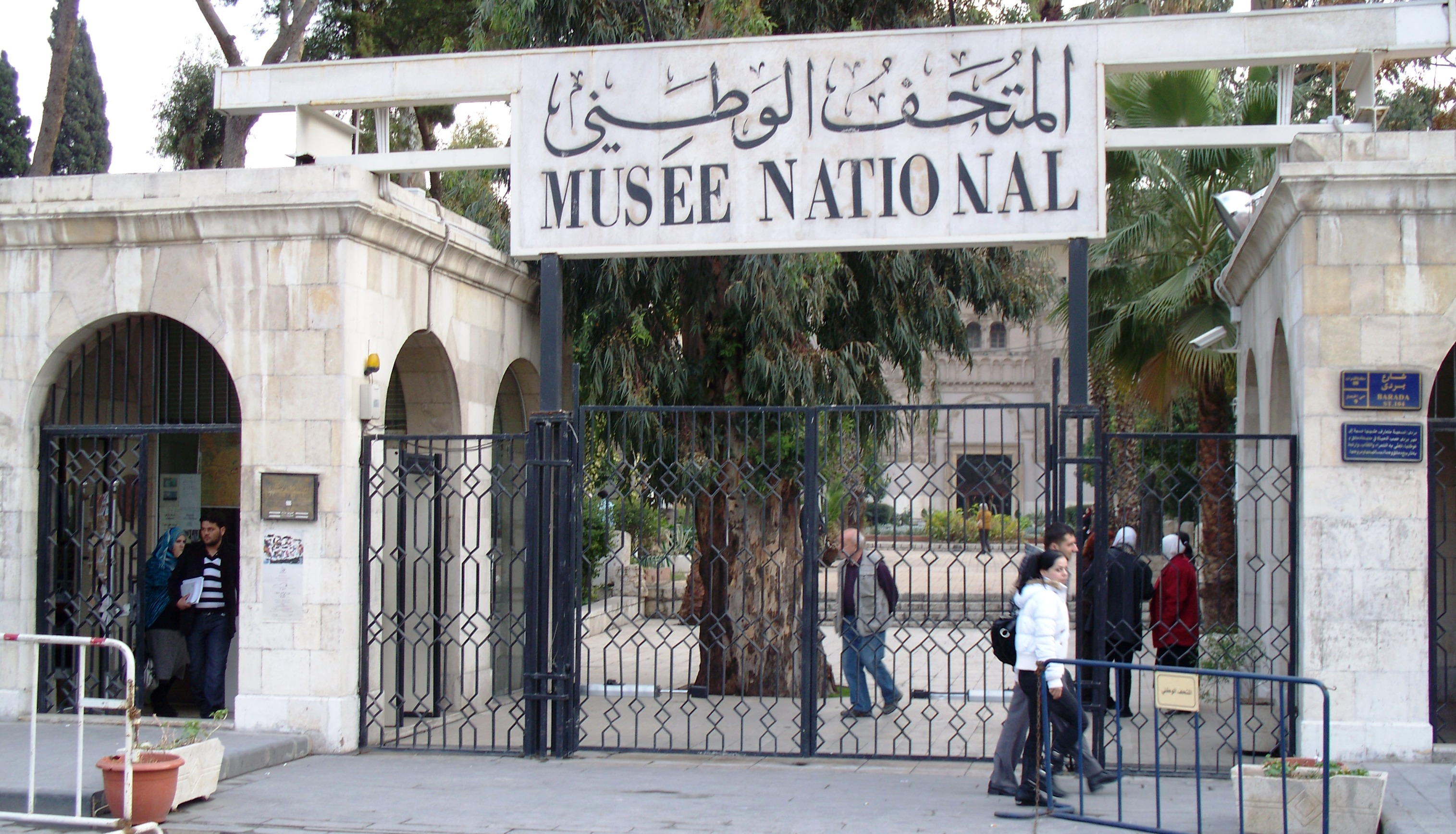
Portón de ingreso desde la calle hacia el antejardín

El Museo Nacional de Damasco (en árabe: متحف دمشق الوطني‎) es el museo más importante de Siria.

## Ubicación geográfica
El museo se encuentra en la capital siria de Damasco. El edificio alargado de forma angular del museo arqueológico está ubicado en un jardín con árboles en el centro nuevo de la ciudad, al occidente del casco antiguo, rodeado de facultades de la Universidad de Damasco y al norte de la mezquita Tekkiye.

## Historia e instalaciones
En 1919, durante el período del mandato francés, se estableció en Damasco la Academia Árabe y se creó la institución del Museo Nacional con la misión de preservar los monumentos clásicos. La primera colección se alojó en el edificio al-Madrasa al-Adiliyeh (una construcción del siglo xii. Se trata de la institución cultural más antigua de Siria, puesto que antes de fin de la Primera Guerra Mundial no existían museos en el país. Destinó más tarde dos salas al arte islámico y en sucesivas ampliaciones, se fue organizando en secciones. En 1936 surgió la necesidad de construir un nuevo edificio, obra de Michel Écochard, y 1939 se construyó la sección oriental y se añadió a la fachada la puerta de castillo que se descubrió en el desierto sirio. En 1950 acabaron estos trabajos y se inauguró oficialmente el nuevo edificio del museo, pero continuó ampliándose y se abrieron nuevas secciones en las décadas siguientes que se inauguraron finalmente 1979. A partir de ese momento, nuevas excavaciones arqueológicas han ido enriqueciendo la colección permanente.

## Colección

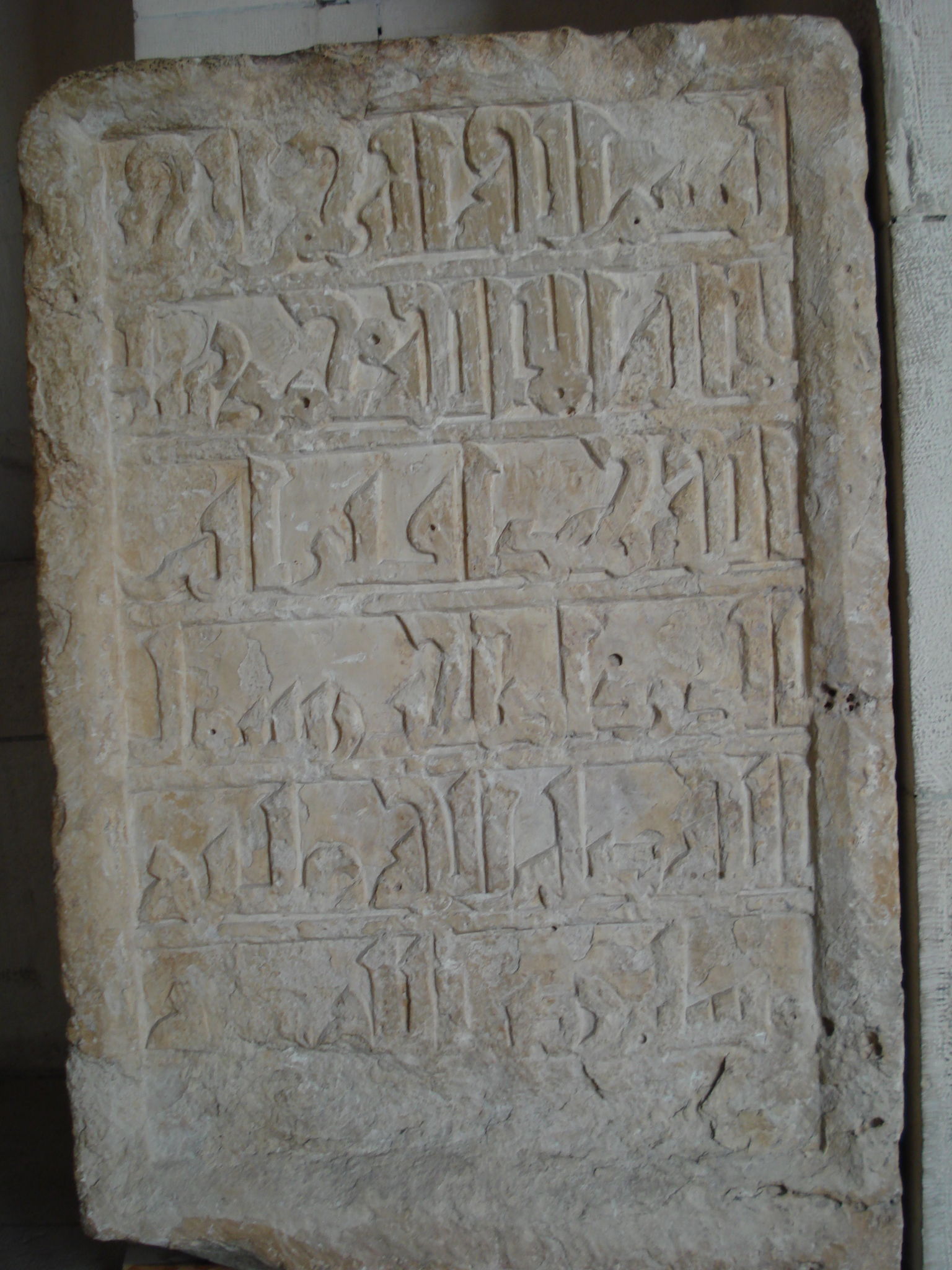
Inscripciones en el Museo Nacional de Damasco.

El jardín del museo alberga decenas de piezas líticas, testigos de distintas épocas antiguas de Siria. Entre ellas se cuentan estatuas, mosaicos, puertas de piedra y una reproducción en miniatura de una Noria (también Naura) de Hama. La pieza más importante de las expuestas en el exterior es la puerta original del castillo Qasr al-Jayr al-Garbi, construido en el siglo viii por los califas omeyas de Damasco en el desierto sirio. Las piedras y piezas originales fueron trasladadas a Damasco para reconstruir allí con ellas esta puerta magnífica como acceso principal al Museo Nacional.
En los edificios del museo se muestran hallazgos de la protohistoria, de la antigüedad greco-romana y de la época medieval islámica. Entre los objetos expuestos más conocidos se cuentan los frescos de la Sinagoga de Dura Europos. También destaca la pintura del suelo del castillo Qasr al-Jayr al-Garbi (ca. 730), por tratarse de un ejemplo frecuentemente citado que muestra la ausencia de una prohibición total del arte figurativo en esta época. Además hay una reconstrucción del hipogeo de Yarhai de Palmira. 
El museo cuenta con alrededor de 5000 tablillas de barro grabadas en escritura cuneiforme. La gran mayoría (unas 3000) se consideran del período babilonio antiguo y fueron halladas en el palacio real de la antigua ciudad de Mari, mientras que unas 1500 tablillas proceden de Ugarit (Ras Shamra) y se clasifican en el período babilónico medio, 600 de ellos constituyen hallazgos recientes, la mayoría en idioma acadio.

## Historia reciente
La catastrófica guerra civil siria, aparte de la invaluable pérdida de vidas humanas, ha tenido también consecuencias devastadoras para el patrimonio cultural de ese país. Desde 2012, un grupo de profesionales, arqueólogos y museólogos sirios han venido desarrollando labores de rescate y protección de piezas de museo, monumentos y obras patrimoniales desde distintas regiones de Siria. Desde Deir Ezzor pudieron evacuarse alrededor de 35 000 piezas y desde otros museos sirios varios miles, gracias a la labor del equipo. En 2013 y hasta 2017, el Museo Nacional de Damasco, a igual que la mayor parte de los museos y salas de exposiciones sirias se mantuvo cerrado al público y dedicado al trabajo de conservación y catalogación se ha concentrado allí. Con una exposición realizada en junio de 2017 de cien piezas relevantes rescatadas de los saqueos con ayuda internacional, el equipo del museo encabezado por el director de antigüedades del museo, Maamun Abdelkarim y el arqueólogo Najir Awad quiso dar una «señal de vida» en medio de la catástrofe. La muestra es solo una pequeña parte de lo rescatado, la mayor parte se encuentra embalada y protegida en bodegas.